# Mallocampa alenica
Mallocampa alenica is een vlinder uit de familie spinners (Lasiocampidae). De wetenschappelijke naam van deze soort is voor het eerst geldig gepubliceerd in 1912 door Strand.
De soort komt voor in tropisch Afrika.